# Ferrari 166 FL

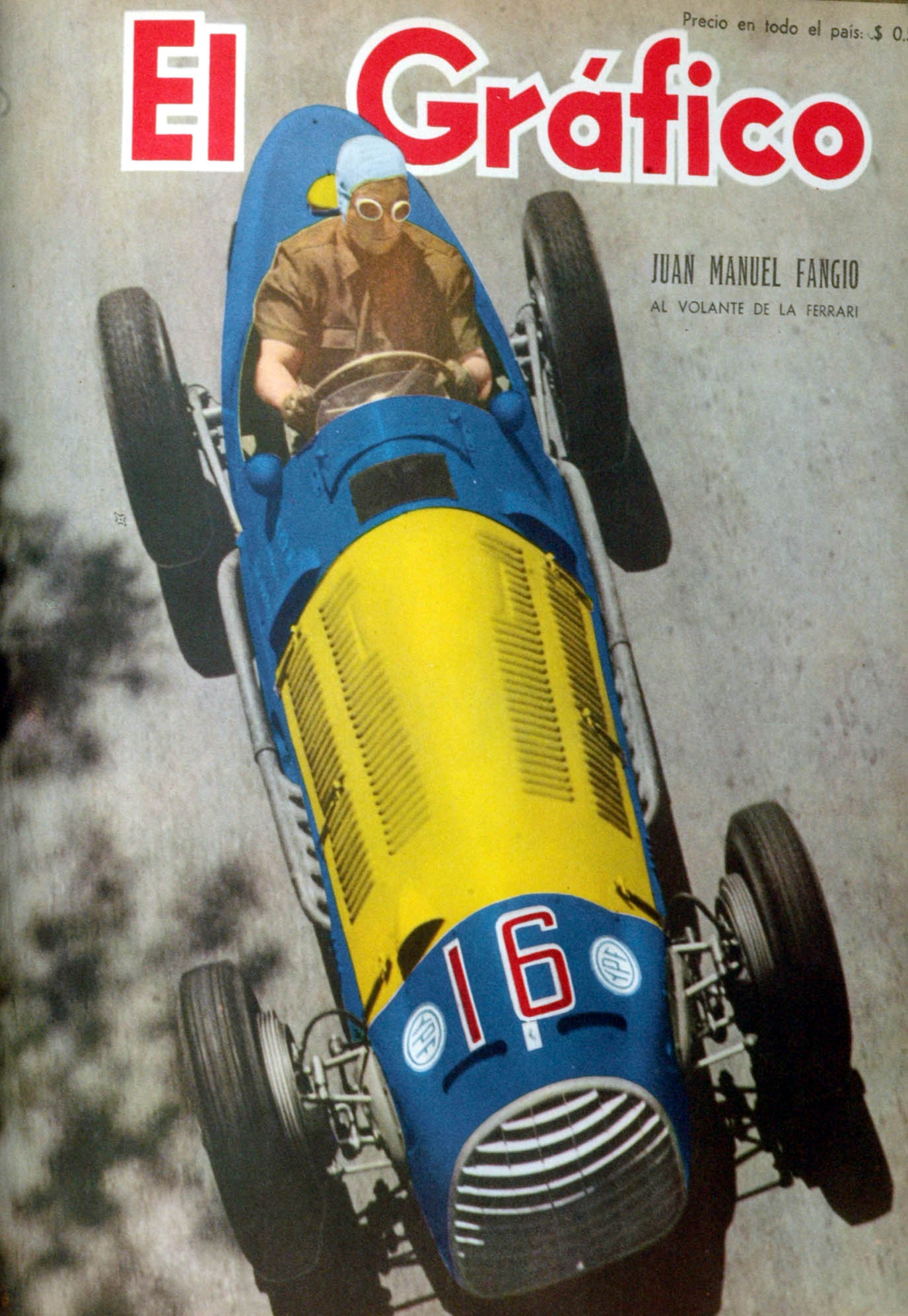
Ferrari 166 FL s/n 011F, hier mit der Start-Nr. 16, gefahren von Juan Manuel Fangio auf Platz 4 beim Grand Prix von Buenos Aires am 8. Mai 1950 auf dem Circuito Palermo

Der Ferrari 166 FL war ein einsitziger Rennwagen (Monoposto), der von der Scuderia Ferrari von 1949 bis 1952 in drei Exemplaren gebaut wurde. Die Bezeichnung 166 bezieht sich auf den (gerundeten) Hubraum eines einzelnen Zylinders, was der damaligen Nomenklatur der Firma entsprach. Das Kürzel FL steht für „Formula Libre“. Da der Wagen hauptsächlich für Rennen in Südamerika entwickelt wurde, war er auch unter der Bezeichnung 166 C America bekannt.

## Geschichte
Enzo Ferrari war als Rennleiter bei Alfa Romeo in allen großen Wettbewerben erfolgreich, als er dann ab 1947 unter eigenem Namen (und mit eigenen Fahrzeugen) antrat, wollte er diese Erfolge fortsetzen. Um seine ehrgeizigen Pläne zu verwirklichen, ließ er seinen damaligen Chefdesigner Gioachino Colombo einen eigenen V12-Motor entwerfen, obwohl Ferraris Erfahrung mit diesem Motortyp relativ begrenzt war. Das Ziel war, die gesamte zukünftige Fahrzeugpalette Ferraris, einschließlich eines Sportrennwagens und eines Grand-Prix-Monoposto, mit diesem Motor auszurüsten.
Der Ferrari 166 FL wurde für die Teilnahme an Rennen der „Formula-Libre-Serie“ entwickelt, die zur damaligen Zeit in Südamerika äußerst populär war und ein breit ausgelegtes Regelwerk hatte. Bei der Einführung des 166 FL war im Reglement für die Formel 2 ein maximaler Hubraum von 2 Liter erlaubt, die Statuten der neuen Formel 1, die 1950 beginnen sollte, sahen einen maximalen Hubraum von 4,5 Litern für Saugmotoren, und 1,5 Litern für aufgeladene Motoren vor.
Für die Formula Libre entschied sich Ferrari, ein Auto vorzubereiten, dessen Motor aus dem 166 F2 stammte, also mit einem Hubraum von 1995 cm³ für die Formel 2 ausgelegt war, und diesen mit dem Kompressor, des 125 F1 (der für die Teilnahme an der Formel-1-Meisterschaft entwickelt wurde) aufzurüsten. Auf diese Weise entstand ein ausreichend leistungsstarker und zuverlässiger Motor für diesen Einsatzzweck.

## Technik

### Motor
Der Ferrari 166 FL hatte einen vorne in Längsrichtung eingebauten 60° V12-Motor mit einem Gesamthubraum von 1995 cm³ der mit einem Roots-Kompressor aufgeladen wurde. Zylinderkopf und Motorblock waren aus Leichtmetall. Pro Zylinderbank hatte der Motor eine einzelne obenliegenden Nockenwelle, die zwei Ventile pro Zylinder steuerte. Die Gemischaufbereitung erfolgte durch drei Weber-Vergaser vom Typ 40 DO3C, die dem Kompressor vorgeschaltet waren. Die Zündung war einfach ausgelegt, die zugehörige Anlage verfügte über zwei Magnete. Der Motor hatte Trockensumpfschmierung und eine Mehrscheiben-Kupplung.

### Fahrwerk und Aufhängung
Das Chassis bestand aus Stahlrohr und hatte eine Monoposto-Karosserie.
Die  Vorderräder waren einzeln an Doppelquerlenkern mit einer Querblattfeder aufgehängt. Hinten war eine Starrachse mit halbelliptischen Blattfedern und Querstabilisator eingebaut. Beide Aufhängungen hatten hydraulische Houdaille-Hebelstoßdämpfer. Der 166 FL hatte an allen vier Rädern Trommelbremsen. Das Schaltgetriebe war auf fünf Gänge plus Rückwärtsgang ausgelegt.

### Leistung
Die maximale Leistung des Motors betrug 310 PS (231 kW) bei 7000/min. Bei einem Gewicht von 740 kg erreichte der FL 166 damit ein Leistungsgewicht von 0,42 PS·kg−1. Die Höchstgeschwindigkeit des 166 FL lag bei 310 km/h (193 mph).

## Rennhistorie
Zwischen 1949 und 1952 nahm der Ferrari 166 FL in Südamerika an der Rennserie „Temporada Argentina“ teil, die zu der Veranstaltungsreihe der „Formula Libre“ zählte. Hier erwies er sich trotz der harten Konkurrenz von Alfa Romeo, Maserati und Mercedes als sehr erfolgreich.
Bei der Temporada Argentina waren die wichtigsten Siege:
- beim Circuito Parco Indipendenza in Rosario am 13. Februar 1949 ("III. Coppa de Acciòn San Lorenzo") mit Nino Farina,
- beim Circuito Parco Palermo in Buenos Aires am 18. Dezember 1949 ("III. Grand Prix Juan Domingo" Peron ") mit Alberto Ascari
- auf dem Urquiza Park Circuit in Paraná am 12. November 1950 (" Grand Prix City of Paranà ") mit Juan Manuel Fangio und José Froilán González
- auf dem Valdivia Norte Circuit in Santiago de Chile am 18. Dezember 1950 (" GP Presidente Arturo Alessandri Palma "), erneut mit Fangio und González
- am 13. Januar 1952 auf dem Interlagos Circuit von Sao Paulo (" VII Gran Premio Città di San Paolo") mit Fangio
- auf dem Barra de Tujica Circuit in Rio de Janeiro am 3. Februar 1952 („Grand Prix Quinta de Boa Vista“) mit Fangio
- auf dem Piriapolis Circuit in Montevideo am 30. März 1952 („Grand Prix von Montevideo“) erneut mit Juan Manuel Fangio.

## Chassis-Nr. 011F

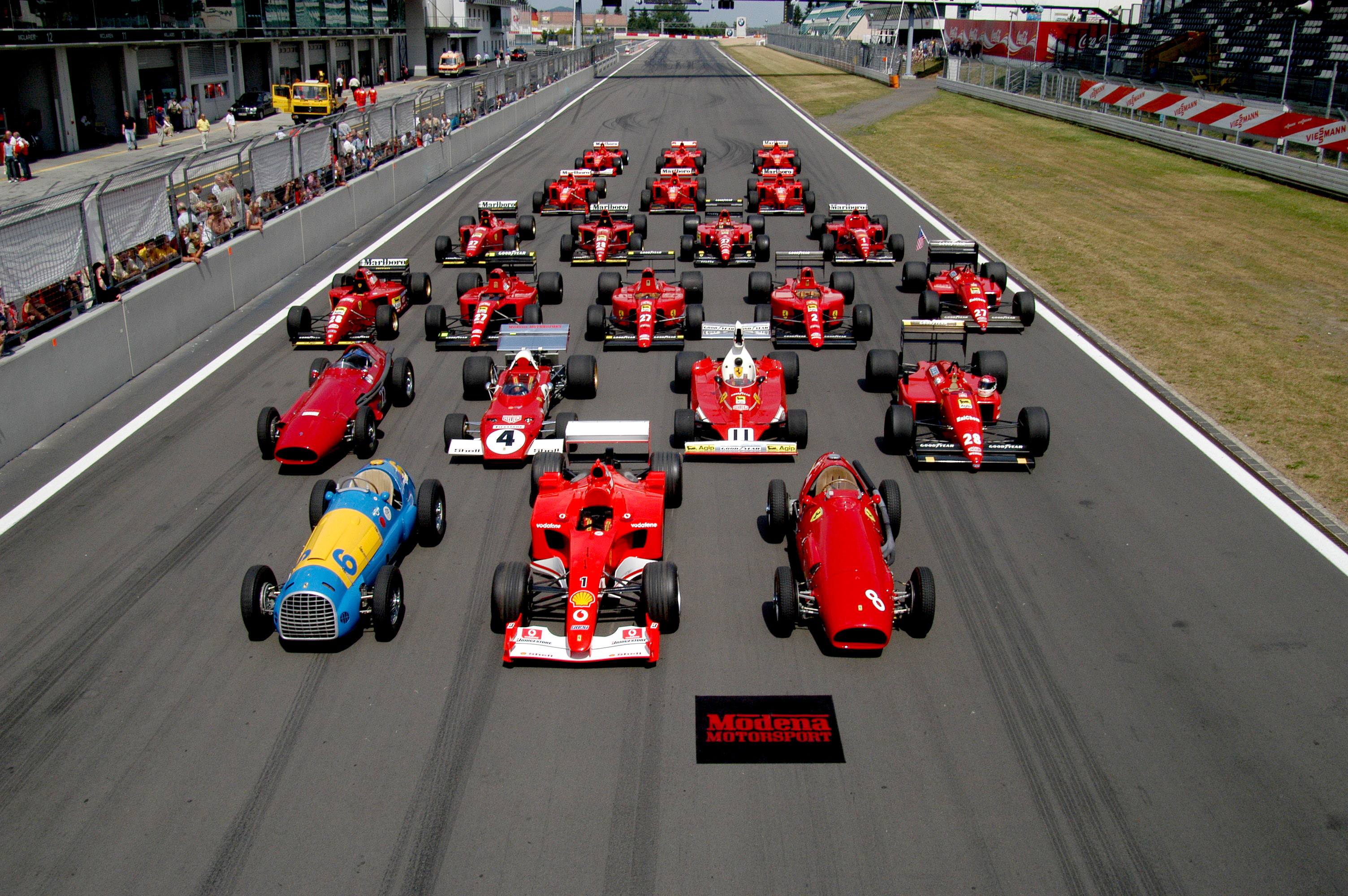
Der 166 FL mit der Chassis-Nr. 011F (1. Reihe, ganz links) bei einer Ferrari-Präsentation auf dem Nürburgring 2005

Der Ferrari 166 mit der Chassis-Nr. 011F war 1949 ursprünglich für den Einsatz in der Formel 2 aufgebaut worden. In diesem Jahr von der Scuderia Ferrari, mit Juan Manuel Fangio am Steuer beim Großen Preis von Monza am 26. Juni eingesetzt, errang der 166 einen Debütsieg. Danach wurde der Wagen (mit Unterstützung der Argentinischen Regierung) von Juan Manuel Fangio erworben und eingesetzt. Dabei wurde das Fahrzeug in die argentinischen Renn- und Nationalfarben Blau mit gelber Motorabdeckung umlackiert. Später in dieser Saison wurde das Auto mit einem Roots-Kompressor ausgestattet und unter der Bezeichnung „FL“ in mehreren Formula-Libre-Rennen in Südamerika von Fangio und Benedicto Campos eingesetzt. Nach einer Rückkehr nach Europa im Jahr 1950 fuhr Fangio den Wagen (jetzt wieder ohne Kompressor) erneut in der Formel 2, jedoch mit wenig Erfolg. 1951 kehrte der 166 (wieder als „FL“ mit Kompressor-Aufladung) nach Argentinien zurück, und war bis 1953 mit José Froilán González am Lenkrad durchaus erfolgreich (3 Siege, 3 zweite Plätze, 1 dritter Platz). Das Auto verblieb dann in Argentinien, bis es Ende der 1980er Jahre von Colin Crabbe entdeckt wurde. Der importierte das Auto nach Großbritannien, wo es von Tony Merrick umfassend restauriert wurde. Zu den späteren Besitzern gehörten die bekannten Sammler Carlos Monteverde und Christopher Cox. 2003 wurde der Ex-Fangio Ferrari 166 FL von einer deutschen Privatsammlung erworben. 2017 war der 166 FL beim Goodwood Festival of Speed zu sehen.